# 안희준
안희준(1994년 ~ )은 대한민국의 가수다. 2017년 노래 '제로나인 - 좋아요 그대 (With 안희준)'로 데뷔했다.

## 방송
- 스타 오디션 위대한 탄생 2 (2011) - Top70

## 음반
- 기다린다 (2019)
- 괜찮다고 (2021)
- 한 번 더 들어줄래 (2021)
- 후회 없이 사랑할래요 (2021)
- 완벽한 하루 (2023)